# Madgaon
Madgaon este un oraș în India.